# 有田恵子
有田 恵子（ありた けいこ、1953年3月7日 - ）は、日本の実業家、経営コンサルタント、歌手、作家、政治家である。千葉県旭市議会議員（2期）。兵庫県神戸市出身。

## 人物
- 兵庫県立星陵高等学校卒業、神戸松蔭女子学院短期大学家政学科を卒業後、山一證券、スイス銀行で勤務し、1999年に有限会社グロリアコーポレーションを設立し代表取締役社長。2000年に株式会社となる。
- 現在は出身地の神戸市及び千葉県千葉市花見川区、鹿児島県鹿児島市で介護施設「グループホームめぐみの丘」を、千葉県旭市で温泉旅館「飯岡温泉 グロリア九十九里浜」を運営。東京都足立区にショートステイ介護ビルを運営。
- 一方近年では、実業家の傍ら歌手としても活動している。千葉テレビ放送では、『有田恵子の歌う天気予報』という番組があった。これは、有田が歌っている映像の下部に天気予報が表示される形式のフィラー天気予報である。『チバテレビカラオケ大賞21』では前記「飯岡温泉 グロリア九十九里浜」のCMに自ら出演するなどの一面も持っていた。しかし、2011年5月にCMスポンサー・天気予報いずれも降板している。
- 2010年に早稲田大学政治経済学部の社会人入試で合格し、2011年4月入学。政治経済学部の同期には仲俣汐里（AKB48）などがいる。2016年3月卒業。
- 2012年、12月16日執行の第46回衆議院議員総選挙に千葉10区からミニ政党「当たり前党」公認で立候補するも落選。
- 2013年7月21日実施の千葉県旭市長選挙に立候補[1]をするも落選。
- 2013年12月15日に実施された旭市議会議員選挙（定数22）に無所属で出馬、23人中17位で当選。夫の有田良博も無所属で立候補したが23位で落選。
- 2017年7月23日に実施予定の千葉県旭市長選挙に、2度目の出馬をしたが、落選。なお出馬表明により、旭市議会議員は立候補を届け出た7月16日付で辞職した[2]。
- 日舞若柳流（直派）名取り取得。
- 2017年12月17日に実施された旭市議会議員選挙（定数20）に再び夫婦で立候補。恵子は23人中16位で2選。夫の良博は23位で落選。
- 2019年4月7日に実施された千葉県議会議員選挙に立候補したが、落選。
- 2020年7月18日に実施された旭市議会議員補欠選挙に立候補したが、9人中8位で落選。
- 2021年12月19日に実施された旭市議会議員選挙に立候補したが、24人中23位で落選。

## ディスコグラフィ

### シングル
- CD『刑部岬』『テネシーワルツ』オリジナル
- CD『あなたを待つロングヘヤー』『愛のフライト』UPCレコード
- CD『恋は稲妻』『ケータイ変えなくちゃ』オリジナル
- CD『旋律の華』『アメージンググレース』オリジナル
- CD『落葉松』『アメージンググレース日本語版』オリジナル

### 楽器
- ボーカル
- ピアノ
- ギター
- ドラム

### YouTube （有田恵子の歌う天気予報）
- 『落葉松』
- 『旋律の華』
- 『Amazing Grace』
- 『恋は稲妻』

## 著書
- 平成29年「滅びゆく日本の処方箋 」新刊幻冬舎　千葉県旭市市議・有田恵子の提言 2017年3月28日発売！
- 平成26年「アベノミクスはギャンブル」稼いだ分で生活を 節約した分で投資を 当たり前を実行しましょう
- 平成22年「がけっぷちの介護」間違いだらけの認知症介護行政
- 平成22年「天下りはなくならない」間違いだらけの公務員制度改革
- 平成22年「高福祉が人間をダメにする」間違いだらけの福祉行政
- 平成22年「平和ボケの日本」間違いだらけの安保論議
- 平成23年「日本農業の崩壊」間違いだらけの農業政策
- 平成15年「グループホームとISO9001」

## 出演番組

### テレビ
- ふるさとチャレンジ歌王（2008年3月、スカイパーフェクトTV） - 優良賞受賞、受賞曲『あなたを待つロングヘヤー』
- 有田恵子の歌う天気予報（2010年2月-2011年5月、千葉テレビ放送）
  - 2010年2月-4月：『恋は稲妻』（玉城まさゆき作曲/編曲によるオリジナル曲）を披露
  - 2010年5月-7月：『Amazing Grace』（カバー曲、英語版）を披露
  - 2010年8月-10月：『旋律の華』（玉城まさゆき作詞/作曲/編曲によるオリジナル曲）を披露
  - 2010年12月-2011年2月：『落葉松』（野上彰 作詞　小松秀雄 作曲　玉城まさゆき 編曲）を披露
  - 2011年3月-5月：『Amazing Grace』（日本語うた版）を披露

※2010年11月は『恋は稲妻』『Amazing Grace』（英語版）『旋律の華』の中から週替わりで1曲披露されていた
- チバテレビカラオケ大賞21（千葉テレビ放送）

2009年8月及び2010年4月「今月の歌・『恋は稲妻』」で出演
「飯岡温泉 グロリア九十九里浜」が、2011年5月頃まで番組スポンサーの1つであり、有田自ら出演するCMを流していた
- 日曜ビッグバラエティ（2009年7月26日の「この夏勝負! 旅館大奮闘記」に出演、テレビ東京）

### CM
- 飯岡温泉 グロリア九十九里浜

### ラジオ
- 2015年3月8日24時FM横浜ラジオ出演：政治を語る

### ユーチューバー
- 有田恵子チャンネル
- 英語で着物